# 모카역
모카역(일본어: 真岡駅)은 일본 도치기현 모카시에 위치한 모카 철도 모카선의 철도역이다. 상대식 승강장 2면 2선의 구조를 갖춘 지상역이다. 모카 철도의 본사와 차량기지가 이 곳에 위치해 있다.

## 이용 현황
| 승차별 인원 추이 | 승차별 인원 추이   |
| 연도             | 1일 평균 승차 인원 |
| ---------------- | ------------------ |
| 2007             | 620                |
| 2008             | 589                |
| 2009             | 515                |
| 2010             | 527                |
| 2011             | 499                |
| 2012             | 516                |
| 2013             | 504                |
| 2014             | 450                |
| 2015             | 491                |

## 역 주변
- 국도 제294호선
- 모카 케이블 TV
- 모카시청
- 하가 적십자 병원
- 도치기현 하가 청사
- 후쿠다 기념 병원

## 역사
- 1912년 4월 1일 : 개업.
- 1987년 4월 1일 : 일본국유철도 분할 민영화에 의해, 동일본 여객철도가 승계.
- 1988년 4월 11일 : 모카 철도로 전환.
- 1996년 3월 22일 : 전차대 설치.
- 1997년 3월 30일 : 증기기관차 형태의 새로운 역사 완성.
- 2013년 4월 28일 : SL 큐록관 개관.

## 인접 역
| 모카 철도 ■ 모카선     | 모카 철도 ■ 모카선 | 모카 철도 ■ 모카선   |
| ---------------------- | ------------------ | -------------------- |
| 데라우치 시모다테 방면 | 모카선             | 기타모카 모테기 방면 |